# Mullsjö kommun
Mullsjö kommun är en kommun i Jönköpings län. Centralort är Mullsjö.

## Administrativ historik
Kommunens område motsvarar socknarna: Bjurbäck, Nykyrka, Sandhem och Utvängstorp, alla i Vartofta härad. I dessa socknar bildades vid kommunreformen 1862 landskommuner med motsvarande namn. 
Vid kommunreformen 1952 uppgick landskommunerna i den då bildade Mullsjö landskommun.
Mullsjö kommun bildades vid kommunreformen 1971 genom ombildning av Mullsjö landskommun.
Inför bildandet av Västra Götalands län den 1 januari 1998 överfördes kommunen, liksom grannen Habo kommun, från Skaraborgs län till Jönköpings län, efter att invånarna röstat för detta i en rådgivande folkomröstning. Tidigare kommunkod var 1622.
Kommunen ingick från bildandet till 1998 i Falköpings domsaga för att från 1998 ingå i Jönköpings domsaga.

## Geografi
Kommunen som till ytan är Jönköpings läns minsta kommun är belägen i den östra delen av landskapet Västergötland. Kommunen gränsar i öster till Habo kommun och i söder till Jönköpings kommun, båda i Jönköpings län, samt i väster till Ulricehamns kommun och Falköpings kommun och i norr till Tidaholms kommun, alla i Västra Götalands län.

### Topografi och hydrografi
Kommunen är belägen vid sydvästsidan av Hökensås, en imponerande urbergshorst vars historia präglas av isälvsavlagringar. Genom denna mångfacetterade terräng slingrar sig Tidan och den långsmala sjön Stråken, skapande en dalgång som sträcker sig från norr till söder.
Här bär landskapet tydliga spår av istidens påverkan. Smältvatten från inlandsisen har lämnat stora isälvsavlagringar, formande plana sedimentytor, erosionsdalar och smååsar. Ett karakteristiskt randdelta utkristalliserar sig söder om centralorten. Gran- och tallskogar dominerar horisonten, men kultiverade områden pryder marken kring Stråken och Tidan, samt norr om Sandhem.

### Administrativ indelning
Fram till 2016 var kommunen för befolkningsrapportering indelad i en enda församling, Mullsjö-Sandhems församling.

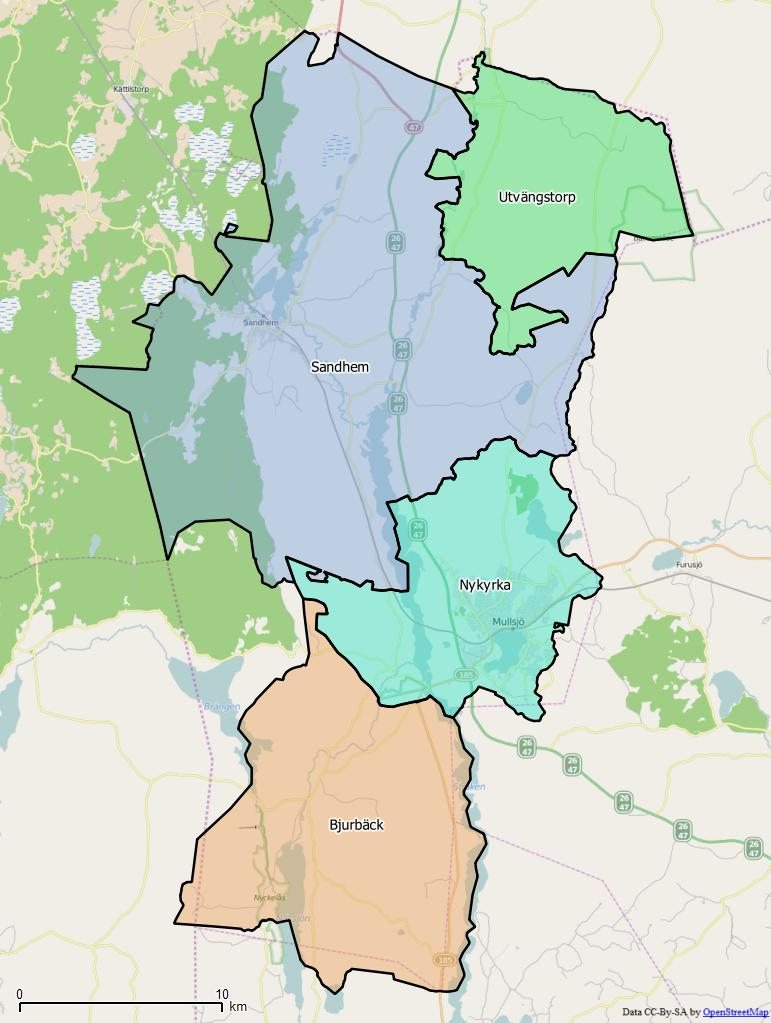
Distrikt (socknar) inom Mullsjö kommun

Från 2016 indelas kommunen i följande distrikt, vilka motsvarar socknarna:
- Bjurbäck
- Nykyrka
- Sandhem
- Utvängstorp

### Tätorter
Det finns 2 tätorter i Mullsjö kommun.
I tabellen presenteras tätorterna i storleksordning per den 31 december 2020. Centralorten är i fet stil.
| Nr | Tätort  | Befolkning |
| -- | ------- | ---------- |
| 1  | Mullsjö | 5755       |
| 2  | Sandhem | 702        |

## Styre och politik

### Styre
| År        | Partier | Partier | Partier | Partier | Partier | Partier |
| --------- | ------- | ------- | ------- | ------- | ------- | ------- |
| 1994-1998 | M       | KD      | C       | FP      |         |         |
| 1998-2002 | S       | V       | MP      | FP      |         |         |
| 2002-2003 | M       | KD      | C       |         |         |         |
| 2003-2006 | S       | V       | MP      |         |         |         |
| 2006-2010 | MF      | M       | KD      | FP      | C       |         |
| 2010-2014 | M       | KD      | MP      | FP      | C       |         |
| 2014-2018 | S       | MP      | V       |         |         |         |
| 2018-2022 | S       | KD      | C       | L       |         |         |
| 2022-     | S       | KD      | C       | L       |         |         |

### Kommunfullmäktige

#### Presidium
| Presidium 2022–2026    | Presidium 2022–2026 | Presidium 2022–2026 |
| ---------------------- | ------------------- | ------------------- |
| Ordförande             | S                   | Linda Danielsson    |
| Förste vice ordförande | M                   | Ingemar Eriksson    |
| Andre vice ordförande  | KD                  | Karl Henrysson      |

Källa:

#### Mandatfördelning 1970–2022
| 11 | 12 | 7 | 2 | 3 |

| 32 |

| 11 | 12 | 5 | 3 | 4 |

| 32 |

| 10 | 13 | 4 | 3 | 5 |

| 29 | 6 |

| 11 | 10 | 4 | 4 | 6 |

| 26 | 9 |

| 13 | 6 | 2 | 5 | 9 |

| 25 | 10 |

| 12 | 2 | 5 | 3 | 4 | 9 |

| 26 | 9 |

| 12 | 2 | 5 | 3 | 4 | 9 |

| 26 | 9 |

| 10 |  | 4 | 3 | 5 | 12 |

| 26 | 9 |

| 13 | 2 | 5 | 2 | 4 | 9 |

| 24 | 11 |

| 3 | 12 | 2 | 3 |  | 6 | 8 |

| 25 | 10 |

| 2 | 11 | 2 | 3 | 3 | 7 | 7 |

| 24 | 11 |

|  | 8 |  | 9 |  | 2 | 6 | 7 |

| 25 | 10 |

|  | 9 | 3 | 5 |  | 2 | 6 | 8 |

| 25 | 10 |

| 2 | 9 | 4 | 2 | 5 |  |  | 5 | 6 |

| 20 | 15 |

| 2 | 9 | 2 | 5 |  | 2 |  | 6 | 7 |

| 22 | 13 |

| 2 | 8 |  | 5 |  |  | 6 | 7 |

| 20 | 11 |

### Nämnder

#### Kommunstyrelse
| Presidium 2022–2026 | Presidium 2022–2026 | Presidium 2022–2026 |
| ------------------- | ------------------- | ------------------- |
| Ordförande          | KD                  | Per Högberg         |
| Vice ordförande     | M                   | Henrik Jansson      |

Källa:

#### Lista över kommunstyrelsens ordförande
| Namn | Namn              | Från | Till | Politisk tillhörighet |
| ---- | ----------------- | ---- | ---- | --------------------- |
|      | Håkan Jansson     | 1985 | 1998 | Moderaterna           |
|      | Lennart Andersson | 1998 | 2002 | Socialdemokraterna    |
|      | Åke Lindstedt     | 2002 | 2003 | Moderaterna           |
|      | Anja Berglund     | 2003 | 2006 | Socialdemokraterna    |
|      | Stefan Lindkvist  | 2006 | 2008 | Mullsjö framtid       |
|      | Henrik Jansson    | 2008 | 2014 | Moderaterna           |
|      | Linda Danielsson  | 2014 | 2021 | Socialdemokraterna    |
|      | Mats Tingshagen   | 2021 | 2022 | Socialdemokraterna    |
|      | Per Högberg       | 2022 |      | Kristdemokraterna     |

#### Övriga nämnder
| Nämnder 2022-2026                   | Ordförande | Ordförande       | Vice ordförande | Vice ordförande    |
| ----------------------------------- | ---------- | ---------------- | --------------- | ------------------ |
| Barn- och utbildningsnämnden        | KD         | Joseph Tornell   | M               | Charlotte Götesson |
| Socialnämnden                       | S          | Mats Tingshagen  | M               | Eva Nilsson        |
| Kultur- och fritidsnämnden          | C          | John Algotsson   | M               | Peter Naurén       |
| Byggnadsnämnden                     | KD         | Staffan Bäckelid | M               | Fredrik Nilsson    |
| Tekniska nämnden                    | S          | Liza Oswald      | M               | Mikael Lundqvist   |
| Valnämnden                          | KD         | Lars Eriksson    | M               | Helena Broberg     |
| Miljönämnden, Habo-Mullsjö kommuner | S          | Johnny Wismén    |                 |                    |
| Revisionen                          | M          | Jerker Nord      | S               | Lars-Olof Tingman  |

## Ekonomi och infrastruktur

### Näringsliv
I Mullsjö kommun utgör tillverkningsindustrin en betydande del av det lokala näringslivet, med cirka 39 procent av den förvärvsarbetande befolkningen sysselsatt inom denna sektor. Kommunen präglas av en framträdande småföretagsstruktur, men rymmer även flera medelstora företag som spelar en viktig roll i regionens ekonomi. Bland dessa företag återfinns namn som Kongsberg Automotive AB, en underleverantör till bilindustrin, Engtex AB som specialiserar sig på specialvävar och konfektion, samt RCP Superfos Mullsjö AB som fokuserar på tillverkning av plastförpackningar. Samtliga av dessa företag är lokaliserade i tätorten Mullsjö. Utöver privata företag är kommunen själv en betydande arbetsgivare inom området.

### Infrastruktur

#### Transporter
Mullsjö kommun genomkorsas från norr mot sydöst av riksväg 26/riksväg 47 varifrån länsväg 185 tar av åt söder i Mullsjö. Från nordväst mot sydöst genomkorsas kommunen också av järnvägen Jönköpingsbanan som trafikeras av regiontåget Västtågen mellan Falköping och Jönköping med stationer i Sandhem och Mullsjö.

## Befolkning

### Demografi

#### Befolkningsutveckling
Kommunen har 7 594 invånare (31 december 2024), vilket placerar den på 244:e plats avseende folkmängd bland Sveriges kommuner.
| Befolkningsutvecklingen i Mullsjö kommun 1970–2020 | Befolkningsutvecklingen i Mullsjö kommun 1970–2020 | Befolkningsutvecklingen i Mullsjö kommun 1970–2020 | Befolkningsutvecklingen i Mullsjö kommun 1970–2020 | Befolkningsutvecklingen i Mullsjö kommun 1970–2020 |
| -------------------------------------------------- | -------------------------------------------------- | -------------------------------------------------- | -------------------------------------------------- | -------------------------------------------------- |
|                                                    |                                                    |                                                    |                                                    |                                                    |
| År                                                 |                                                    |                                                    | Folkmängd                                          |                                                    |
| 1970                                               | 1970                                               |                                                    | 3 967                                              |                                                    |
| 1975                                               | 1975                                               |                                                    | 5 097                                              |                                                    |
| 1980                                               | 1980                                               |                                                    | 6 518                                              |                                                    |
| 1985                                               | 1985                                               |                                                    | 7 011                                              |                                                    |
| 1990                                               | 1990                                               |                                                    | 7 375                                              |                                                    |
| 1995                                               | 1995                                               |                                                    | 7 332                                              |                                                    |
| 2000                                               | 2000                                               |                                                    | 7 071                                              |                                                    |
| 2005                                               | 2005                                               |                                                    | 7 087                                              |                                                    |
| 2010                                               | 2010                                               |                                                    | 7 033                                              |                                                    |
| 2015                                               | 2015                                               |                                                    | 7 157                                              |                                                    |
| 2020                                               | 2020                                               |                                                    | 7 290                                              |                                                    |

#### Invånare efter de vanligaste födelseländerna
Följande länder är de 10 vanligaste födelseländerna för befolkningen i Mullsjö kommun.
| Födelseland 31 december 2021 | Födelseland 31 december 2021 | Födelseland 31 december 2021 | Födelseland 31 december 2021 | Födelseland 31 december 2021 |
| ---------------------------- | ---------------------------- | ---------------------------- | ---------------------------- | ---------------------------- |
| Nr                           | Land                         | Antal                        | Andel                        | Andel i hela riket           |
| 1                            | Sverige                      | 6 572                        | 88,45 %                      | 80,00 %                      |
| 2                            | Polen                        | 82                           | 1,10 %                       | 0,91 %                       |
| 3                            | Finland                      | 57                           | 0,77 %                       | 1,31 %                       |
| 4                            | Afghanistan                  | 56                           | 0,75 %                       | 0,60 %                       |
| 5                            | Irak                         | 53                           | 0,71 %                       | 1,40 %                       |
| 6                            | Tyskland                     | 43                           | 0,58 %                       | 0,51 %                       |
| 7                            | Danmark                      | 32                           | 0,43 %                       | 0,37 %                       |
| 8                            | Ungern                       | 31                           | 0,42 %                       | 0,16 %                       |
| 9                            | Thailand                     | 30                           | 0,40 %                       | 0,43 %                       |
| 10                           | Syrien                       | 27                           | 0,36 %                       | 1,88 %                       |

## Kultur

### Kommunvapen
Blasonering: I blå sköld en iskristall av silver och däröver en medelst grantoppskura bildad ginstam av silver.
Vapenbilden föreslogs på 1970-talet av kommunens fritidsnämnd, för att marknadsföra kommunen som vintersportcentrum, och registrerades hos PRV 1977.